# Evangelische Kirche (Gleisenau)

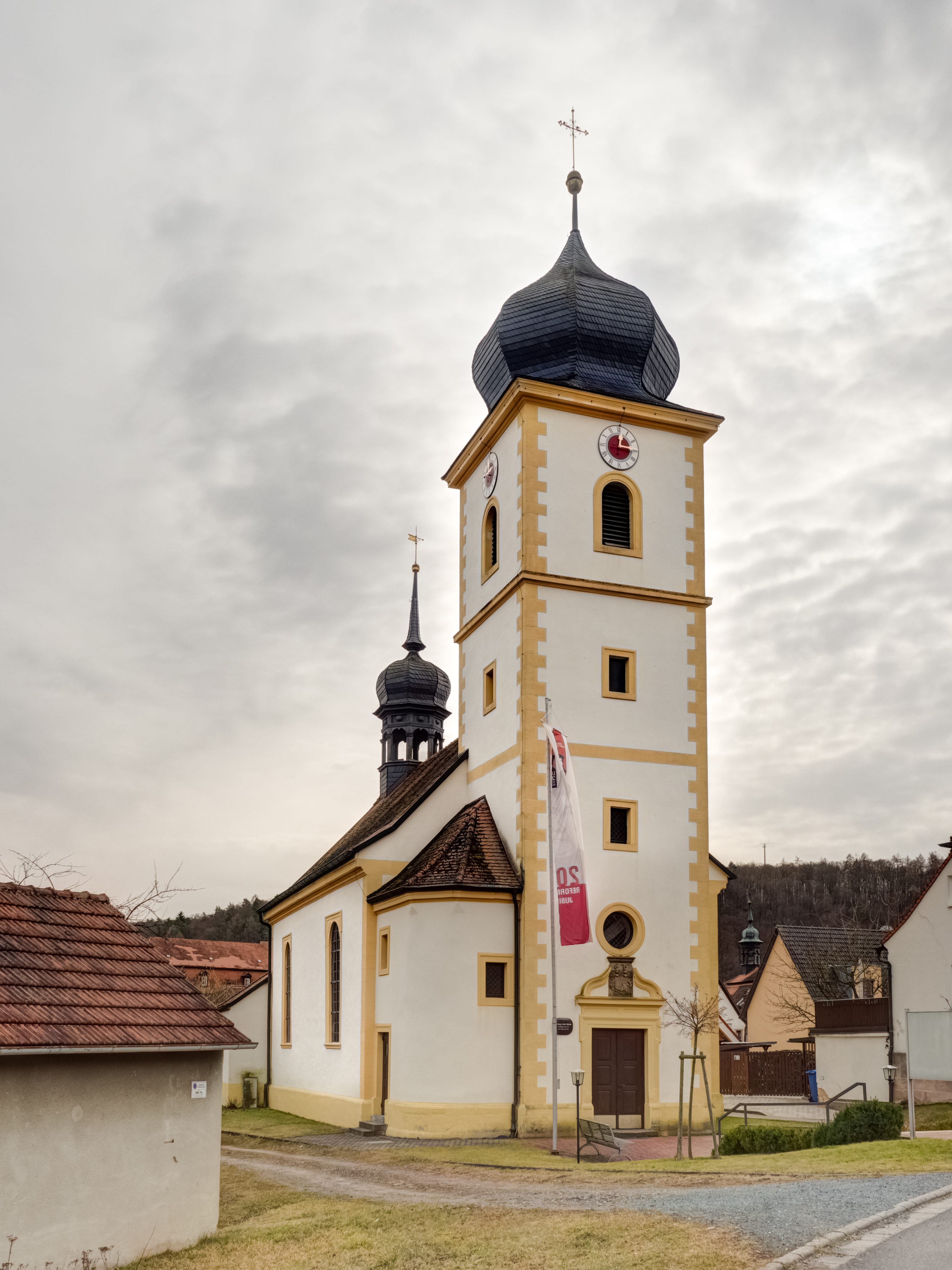
Evangelische Kirche (Gleisenau)

Die evangelische, denkmalgeschützte Pfarrkirche Gleisenau ist ein denkmalgeschütztes Kirchengebäude in Gleisenau, einem Gemeindeteil von Ebelsbach im unterfränkischen Landkreis Haßberge (Bayern). Der Saalbau stammt aus dem Jahr 1711. Die Kirchengemeinde gehört zum Evangelisch-Lutherischen Dekanat Bamberg im Kirchenkreis Bayreuth der Evangelisch-Lutherischen Kirche in Bayern.

## Beschreibung
Das Langhaus und der eingezogene, dreiseitig geschlossene Chor der Saalkirche wurden 1711 gebaut. Auf dem Satteldach des Chors befindet sich ein schiefergedeckter, achteckiger Dachreiter, der mit einer Zwiebelhaube bedeckt ist. 1911/12 wurde an das Langhaus an der nordwestlichen Seite der Kirchturm angebaut. Sein oberstes Geschoss beherbergt die Turmuhr und den Glockenstuhl. Darauf sitzt eine Zwiebelhaube. Das Portal im Turm ist mit einem Sprenggiebel bedeckt. Der mit einem Tonnengewölbe überspannte Innenraum des Langhauses hat Emporen an drei Seiten, an der Turmseite ist es eine zweigeschossige, auf der oberen Empore steht die Orgel.
Sie hat 13 Register, 2 Manuale und ein Pedal und wurde 1976 von Horst Hoffmann gebaut.